# Университетский колледж (Оксфорд)
Университетский колледж (англ. University college, часто называется Univ) — старейший колледж Оксфордского университета.

## История
Колледж был основан в 1249 году Уильямом Дарэмским (William of Durham), оставившим деньги на содержание нескольких студентов. Долгое время считалось, что колледж ещё старше — по легенде, впоследствии опровергнутой, основателем колледжа считался король Альфред.
До шестнадцатого века в колледже изучалась только теология. Средневековые здания колледжа были заменены новым Главным квадрантом в 1640 году; в 1719 году к нему был добавлен Рэдклифф-квадрант.
Одна из основных достопримечательностей колледжа — памятник поэту Шелли, который проучился здесь меньше года и был исключен за безбожие. Статуя в натуральную величину работы Эдварда Онслоу Форда изображает утонувшего поэта и была подарена колледжу леди Шелли в 1894 году.
С 1979 года в колледж в качестве студентов принимают женщин.
Более 69 лет центральной фигурой колледжа являлся антиковед Джордж Коуквелл (1919–2019) - и никто еще не работал здесь дольше него.

## Знаменитые студенты и выпускники
- Перси Биши Шелли
- князь Феликс Юсупов
- Клайв Стейплз Льюис
- Стивен Хокинг
- Билл Клинтон
- Джон Радклиф
- Ричард Флеминг
- Фергюссон, Джеймс, 6-й баронет